# Батака – естествено находище на странджански дъб
Батака – естествено находище на странджански дъб е защитена местност в България. Разположена е в землището на село Близнак, област Бургас.
Разположена е на площ 40,24 ha. Обявена е на 7 ноември 2006 г. с цел опазване на естествени смесени дъбово-габърови гори с участие на странджански дъб – лъжник (Quercus hartwissiana).
На територията на защитената местност се забраняват:
- всякакво строителство;
- разкриване на кариери, провеждане на минно-геоложки проучвания;
- извеждане на сечи с изключение на санитарни;
- паша на домашни животни.[1]